# Стеатопигия
Стеатопигията (от гръцки stear,
род. падеж steatos – мазнина и pyge – таз) е натрупване на мазнини в и около таза и горните части на бедрата. Мастните отлагания не се ограничават в глутеалните области, а достигат до външните страни и предните части на бедрата, образувайки дебел пласт, достигащ понякога до коляното.

Това явление е расова особеност, характерна за койсан (бушмените и хотентотите). Среща се специално при жените, но в по-малка степен се проявява и при мъжете (в повечето генетични разновидности на Homo sapiens жените показват по-голяма склонност към натрупване на адипозна тъкан в района на таза в сравнение с мъжете, като това важи в по-голяма степен при африканките и афроамериканките). Забелязано е и сред пигмеите от Централна Африка и много бразилски жени. Сред койсан стеатопигията се смята за красива – започва още в детска възраст и се развива напълно преди да е настъпила първата бременност. Често се придружава от образувание, наречено „хотентотска престилка“ — удължени малки срамни устни (висящи надолу с дължина повече от 10 см). 
Стеатопигията изглежда е бил расов белег на раса, която някога е била разпоространена от Аденския залив до нос Добра надежда, а койсан и пигмеите са останки от нея. Откриването на фигури от слонова кост в пещери в Южна Франция, показващи забележително развитие на бедрата и ханша и дори странното удължаване на малките срамни устни, е използвано в подкрепа на теорията, че и в Европа някога е съществувала стеатопигална раса.
Изглежда сигурно, че стеатопигията при двата пола е била доста разпространена сред ранните човешки раси. Въпреки че хойсан дават най-ярките примери за нейното развитие, тя въобще не е рядкост в други части на Африка и се среща дори по-често сред бастерите от мъжки пол, отколкото при жените от койкой.
Стеатопигията е адаптивна биологическа особеност на хора от женски пол, живеещи на места с горещ климат, тъй като им позволява да имат високо съотношение повърхност/обем на телата си, осигурявайки в същото време достатъчно мазнини, за да произвеждат хормони, необходими за менструацията. Дългите и слаби тела са по-адаптивни според правилото на Алън, защото имат по-голямо съотношение повърхност/тегло, позволяващо по-ефективно излъчване на топлина, подпомагащо поддържането на хомеостаза. С отлагане на мазнини само в определени области в средата на трупа крайниците остават достатъчно слаби, за да излъчват ефективно топлина. Способността за отлагане на големи количества мазнини е важно в места със силна разлика между сезоните като Южна Африка, където събирачите нямат достатъчно храна през сухия сезон и живеят предимно от запасите си от мазнини. Жените, които имат такива мазнини могат да продължат да се възпроизвеждат дори и през непродуктивните сезони, увеличавайки по този начин еволюционните си шансове.